# جامع البيان في القراءات السبع
كتاب جامع البيان في القراءات السبع، من الكتب التي جمعت القراءات القرآنية عند المسلمين، مؤلفه أبو عمرو عثمان بن سعيد بن عثمان بن عمر الداني توفي سنة 444 هـ.
وقد كان سبب تأليف هذا الكتاب: إجابة لسؤال بعض طلبة العلم، حيث قال في مقدمة كتابه: «فإنكم سألتموني إسعافكم برسم كتاب في اختلاف قراءة الأئمة السبعة بالأمصار، محيط بأصولهم وفروعهم، مبيّن لمذاهبهم واختلافهم... إلى أن قال: فأجبتكم إلى ما سألتموه، وأسعفتكم فيما رغبتموه على النحو الذي أردتم، والوجه الذي طلبتم». وقد ذكر موضوعات الكتاب ومنهجه في مقدمة كتابه، وفصَّل ذلك تفصيلًا بيِّنا.
وكتاب جامع البيان يبرز بين كتب القراءات متفرّدا، حيث إنه جمع ما تفرق في كتب القراءات من صفات الحسن، ومزايا الكمال، كما تفرد بخصائص لم تجد في غيره؛ لذلك قال عنه الذهبي: «ومن نظر كتبه علم مقدار الرجل، وما وهبه الله تعالى فيه فسبحان الفتاح العليم ولا سيما كتاب جامع البيان فيما رواه في القراءات السبع».

## طبعات الكتاب
1. طبعة جامعة الشارقة، وأصل الكتاب رسائل ماجستير من جامعة أم القرى، وقد طبع عام 1428هـ، في أربع مجلدات، وهذه هي النسخة التي اعتمدنا عليها في التعريف بالكتاب.
2. طبعة دار الحديث، بتحقيق د. عبد الرحيم الطرهوني، ود. يحيى مراد.
3. طبعة دار الكتب العلمية، بتحقيق محمد صدوق الجزائري.
4. طبعة دار إحياء التراث الإسلامي، بتحقيق د. محمد كمال سنة 1420هـ.

## سبب تأليف الكتاب
إجابة لسؤال بعض طلبة العلم، فقد قال الداني في مقدمة الكتاب: «أما بعد، أيّدكم الله بتوفيقه وأمدّكم بعونه وتسديده، فإنكم سألتموني إسعافكم برسم كتاب في اختلاف قراءة الأئمة السبعة بالأمصار، محيط بأصولهم وفروعهم، مبيّن لمذاهبهم واختلافهم، جامع للمعمول عليه في روايتهم والمأخوذ به من طرقهم، ملخّص للظاهر الجليّ، موضح للغامض الخفيّ، محتو على الاختصار والتقليل، خال من التكرار والتطويل، قائم بنفسه، مستغن عن غيره، يذكّر المقرئ الثاقب، يفهم المبتدئ الطالب، ويخفّف على الناسخ ويكون عونا للدّارس، فأجبتكم إلى ما سألتموه، وأسعفتكم فيما رغبتموه على النحو الذي أردتم، والوجه الذي طلبتم».

## موضوعات الكتاب
قال الداني عن موضوع الكتاب:
1. «وذلك بعد الاستفتاح بقول رسول الله صلى الله عليه وسلم: (أنزل القرآن على سبعة أحرف) وبيان معناه، وشرح تأويله،
2. ثم نتبعه بذكر الوارد من الأخبار في الحض على اتباع السلف والأئمة في القراءة، والتمسك بما أدّوه، والعمل بما تلقوه.
3. ثم نصل ذلك بذكر أسماء القراء والناقلين عنهم، وأنسابهم، وكناهم، ومواطنهم، ووفياتهم، وبعض مناقبهم، وأحوالهم، وتسمية أئمتهم الذين أخذوا عنهم الحروف وقيدوها، وأدّوا إليهم القراءة وضبطوها، وتسمية الذين نقلوا إلينا ذلك عنهم رواية وتلاوة».
4. «وذكرت لكم: الاختلاف بين أئمة القراءة في المواضع الذي اختلفوا فيها من الأصول المطّردة والحروف المتفرّقة، وبيّنت اختلافهم بيانا شافيا، وشرحت مذاهبهم شرحا كافيا ... إلخ».[3]

## محتويات الكتاب
- استفتح الداني كتابه بقول رسول الله صلى الله عليه وسلم: (أنزل القرآن على سبعة أحرف) وبيان معناه، وشرح تأويله.
- ثم ذكر الأخبار الواردة بالحضّ على اتّباع الأئمة من السّلف في القراءة والتمسّك بها.
- ثم ذكر تراجم أئمة القراءة والناقلين عنهم مع ذكر أسانيدهم.
- ثم ذكر أبواب الأصول المعروفة في كتب القراءات.
- ثم ذكر الحروف المتفرّقة واختلافهم فيها سورة سورة، من أول القرآن إلى آخره.

## منهجه في الكتاب
عرض المؤلف منهجه في مقدمته عرضًا شافيًا كافيًا، فقال: «ذكرت لكم الاختلاف بين أئمة القراء في المواضع الذي اختلفوا فيها من الأصول المطردة، والحروف المتفرقة، وبينت اختلافهم بيانا شافيا، وشرحت مذاهبهم شرحا كافيا، وقرّبت تراجمهم وعباراتهم، وميزت بين طرقهم ورواياتهم، وعرّفت بالصحيح السائر، ونبّهت على السقيم الداثر».
ثم يحدد شرطه في الرواة عن أئمة القراءة، فيقول: «وأفردت قراءة كل واحد من الأئمة برواية من أخذ القراءة عنه تلاوة، وأدى الحروف عنه حكاية، دون رواية من نقلها مطالعة في الكتب، ورؤية في الصحف، إذ الكتب والصحف غير محيطة بالحروف الجلية، ولا مؤدية عن الألفاظ الخفية، والتلاوة محيطة بذلك، ومؤدية عنه».
ثم يسمي الرواة على ما اشترطه مع طرق كل واحد منهم، فيبلغ بهم أربعين رواية، من مائة وستين طريقا عن القراء السبعة، ويصف هذه الروايات والطرق بقوله: «هي التي أهل دهرنا عليها عاكفون، وبها أئمتنا آخذون، وإياها يصنفون وعلى ما جاءت به يعولون».
ويردف ذلك ببيان طريقته في عرض وجوه القراءات، فيقول: «فإذا اتفق الرواة من طرقهم عن الإمام على أصل أو فرع سميت الإمام دونهم، وإذا اختلفوا عنه سميت من له الرواية منهم، وأهملت اسم غيره، وإذا اتفقت الأئمة كلهم على شيء، أضربت عن اتفاقهم، إلا في أماكن من الأصول، ومواضع من الحروف، فإني أذكر ذلك فيها:
1. لنكتة أدل عليها أهملها المصنفون.
2. أو لداثر أنبه عليه أغفله المتقدمون.
3. أو لغامض خفي أكشف عن خاصّ سرّه، وأعرّف بموضع غموضه.
4. أو لوهم وغلط وقع في ذلك، فأرفع الإشكال في معرفة حقيقته، وأفصح عن صحة طريقته».[3]

## قيمة الكتاب العلمية
كتاب جامع البيان يبرز بين كتب القراءات متفرّدا، في منزلة لا يدانيه فيها كتاب من كتب هذا العلم على كثرتها وتنوعها؛ حيث إن هذا الكتاب جمع ما تفرق فيها من صفات الحسن، ومزايا الكمال، كما تفرد بفضائل، منها:
1. حسن التوفيق بين الروايات.
2. أنه يضع يديك على مجموعة كبيرة من كتب القراءات المفقودة، والتي لا تجد لها ذكرا في غيره.
3. يروي مصطلحات أئمة القراء السابقين، وتعبيراتهم في ضبط الأداء، ويفسر هذه المصطلحات، فيبين المراد من عباراتهم الموهمة، وهذه الروايات في جامع البيان كثيرة وغنية، بحيث تعطينا المادة العلمية الوفيرة، لدراسة تطور مصطلحات علم القراءات إلى نهاية القرن الرابع.
4. جامع البيان يعطينا معلومات قيّمة في تاريخ القراءات وانتشارها.

## الثناء على الكتاب
قال عنه شمس الدين الذهبي: «وما زال القُرَّاء مُعترفين ببراعة أبي عمرو الدَّانيّ وتحقيقه وإتقانه، وعليه عمدتهم فيما ينقله من الرسم والتَّجويد والوجوه. لهُ كتاب «جامع البيان في القراءات السّبع وطُرُقها المشهورة والغريبة»، في ثلاثة أسفار». قال عنه ابن الجزري: «ومن نظر كتبه علم مقدار الرجل، وما وهبه الله تعالى فيه فسبحان الفتاح العليم ولا سيما كتاب جامع البيان فيما رواه في القراءات السبع».